# Robin Le Mesurier
Robin Le Mesurier (Londra, 22 marzo 1953 – 22 dicembre 2021) è stato un chitarrista, musicista e personaggio televisivo britannico.
Figlio degli attori Hatti Jacques e John Le Mesurier, divenne conosciuto per le lunghe collaborazioni con Rod Stewart e Johnny Hallyday.
Apprezzato dal mondo del rock per la potenza della chitarra ritmica, la precisione dei soli e le capacità di arrangiatore in studio, fu anche uomo dalla presenza scenica silenziosa e carismatica sul palco. Partecipò al reality statunitense Rehab e alla cerimonia di stato per le esequie di Johnny Hallyday.

## Biografia

### Primi anni
Nei tardi anni '60 Le Mesurier junior si appassionò a blues e rock, soprattutto allo stile chitarristico di Jeff Beck, John Lee Hooker, Muddy Waters, Eric Clapton e Jimi Hendrix.
A 16 anni firmò il primo contratto con l'affiliata al gruppo EMI “Regal Zonophone” con i “Reign”. Il primo singolo venne firmato da Keith Relf e Jim McCarty degli Yardbirds.

### Con Rod Stewart e Johnny Hallyday
La collaborazione con Rod Stewart avverrà in pianta stabile dal 1980 al 1986 e continuerà negli anni mescolata agli impegni dei due amici (dal 1995 Robin farà parte dei Wombie, una band ispirata agli omonimi pupazzi per bambini, per poi collaborare con gli Air Supply e i Farm Dogs insieme a Bernie Taupin e Jim Cregan).
Dal 1994 alla morte della gloria francese Johnny Hallyday l'anno lavorativo di Le Mesurier si divideva tra gli estenuanti tour e maratone in studio dei due “Blond”.

### Serie TV
Robin Le Mesurier fu protagonista di un doppio episodio della stagione 1 di SPORT CRIME, la serie TV interamente dedicata all'investigazione sportiva. Apparve nei panni di se stesso, protagonista di una storia di riabilitazione da droga e “Stage Fitness”, la misteriosa e danarosa disciplina che permette a stagionati e abusati rocker di essere sempre incredibilmente attivi e muscolati sul palco.

## Discografia

### Con i Reign
- 1970: Line of Least Resistance / Natural Lovin' Man (single)

### Con i Limey
- 1976: Limey
- 1977: Silver Eagle

### Con i Lion
- 1980: Running All Night

### Con Ron Wood
- 1981: 1234

### Con Rod Stewart
- 1981: Tonight I'm Yours
- 1984: Camouflage
- 1984: Body Wishes
- 1986: Every Beat of My heart

### Con i Farm Dogs
- 1996: Last Stand in Open Country
- 1998: Immigrant Sons

### Con Johnny Hallyday
- 1994: Rough Town
- 1994: À La Cigale (inédit, sortie en 2003)
- 1996: Lorada Tour
- 1996: Destination Vegas
- 1996: Live at the Aladdin Theatre (inédit, sortie en 2003)
- 1998: Stade de France 98 Johnny allume le feu
- 1999: Sang pour sang
- 2000: 100% Johnny: Live à la tour Eiffel
- 2000: Olympia 2000
- 2000: Good Rockin' Tonight The Legacy of Sun Records
- 2003: Parc des Princes 2003
- 2006: Flashback tour: Palais des sports 2006
- 2007: Le Cœur d'un homme
- 2007: La Cigale: 12-17 décembre 2006
- 2009: Tour 66: Stade de France 2009
- 2013: On Stage
- 2013: Born Rocker Tour
- 2014: Rester vivant
- 2016: Rester Vivant Tour